# Tisha Volleman
Tisha Volleman (Eindhoven, 26 ottobre 1999) è una ginnasta olandese, membro della Nazionale di ginnastica artistica femminile dei Paesi Bassi e vincitrice della medaglia di bronzo con la squadra agli Europei di Glasgow 2018.